# Jock Mahoney
Jock Mahoney (7 de febrero de 1919 - 14 de diciembre de 1989), fue un actor estadounidense.

## Biografía
Jacques O'Mahoney, nacido en Chicago, Illinois, Estados Unidos, comenzó su carrera actuando en la película de 1946 "Son of the Guardsman". Es conocido por interpretar para el cine a Tarzán, protagonizándolo en 3 films: Tarzan the Magnificent, Tarzan Goes to India y Tarzan's Three Challenges. También actuó como invitado en la serie Tarzán, con Ron Ely.
Actuó en decenas de westerns para el cine y fue también el protagonista de las famosas series de televisión The Range Rider y Yancy Derringer. Como actor invitado pasó por Los Tres Chiflados, Rawhide, Daniel Boone, Batman(episodios 19 y 20), Hawaii Five-O, Banacek, Kung fu, The Streets of San Francisco, Simon & Simon y muchas más.
Falleció el 14 de diciembre de 1989 en Bremerton, Washington, Estados Unidos. Sus cenizas fueron esparcidas en el Océano Pacífico.

## Filmografía
- 1946 : Son of the Guardsman
- 1946 : The Fighting Frontiersman
- 1947 : South of the Chisholm Trail
- 1948 : Out West (Los tres chiflados)
- 1948 : Squareheads of the Round Table (Los tres chiflados)
- 1949 : The Doolins of Oklahoma
- 1949 : The Blazing Trail
- 1949 : Rim of the Canyon
- 1949 : Fuelin' Around
- 1949 : Horsemen of the Sierras
- 1949 : Renegades of the Sage
- 1950 : Punchy Cowpunchers (Los tres chiflados)
- 1950 : The Nevadan
- 1950 : Cody of the Pony Express
- 1950 : Cow Town
- 1950 : Hoedown
- 1950 : Texas Dynamo
- 1950 : The Kangaroo Kid
- 1950 : Frontier Outpost
- 1950 : Lightning Guns
- 1951 : Santa Fe
- 1951 : Roar of the Iron Horse, Rail-Blazer of the Apache Trail
- 1951 : The Texas Rangers
- 1951 : The Range Rider, serie de televisión {1951-1953}
- 1952 : Smoky Canyon
- 1952 : The Hawk of Wild River
- 1952 : Laramie Mountains
- 1952 : The Rough, Tough West
- 1952 : Junction City
- 1952 : The Kid from Broken Gun
- 1954 : Overland Pacific
- 1954 : Gunfighters of the Northwest
- 1954 : Knutzy Knights (Los tres chiflados)
- 1956 : A Day of Fury
- 1956 : I've Lived Before
- 1956 : Away All Boats
- 1956 : Showdown at Abilene
- 1957 : Battle Hymn
- 1957 : Tierra desconocida
- 1957 : Joe Dakota
- 1957 : Slim Carter
- 1958 : The Last of the Fast Guns
- 1958 : Yancy Derringer, serie de televisión {1958-1959}
- Tiempo de amar, tiempo de morir (A Time to Love and a Time to Die), de Douglas Sirk (1958)
- 1959 : Money, Women and Guns
- 1960 : Tarzan the Magnificent
- 1961 : Three Blondes in His Life
- 1962 : Tarzan Goes to India
- 1963 : California
- 1963 : Marine Battleground
- 1963 : Tarzan's Three Challenges
- 1964 : Intramuros
- 1964 : Moro Witch Doctor
- 1965 : Runaway Girl
- 1968 : Portrait of Violence
- 1968 : Bandolero!
- 1973 : Tom
- 1975 : Their Only Chance
- 1978 : The End
- 1980 : A.W.O.L.
- 1985 : All American Cowboy